# Pierre Granier-Deferre

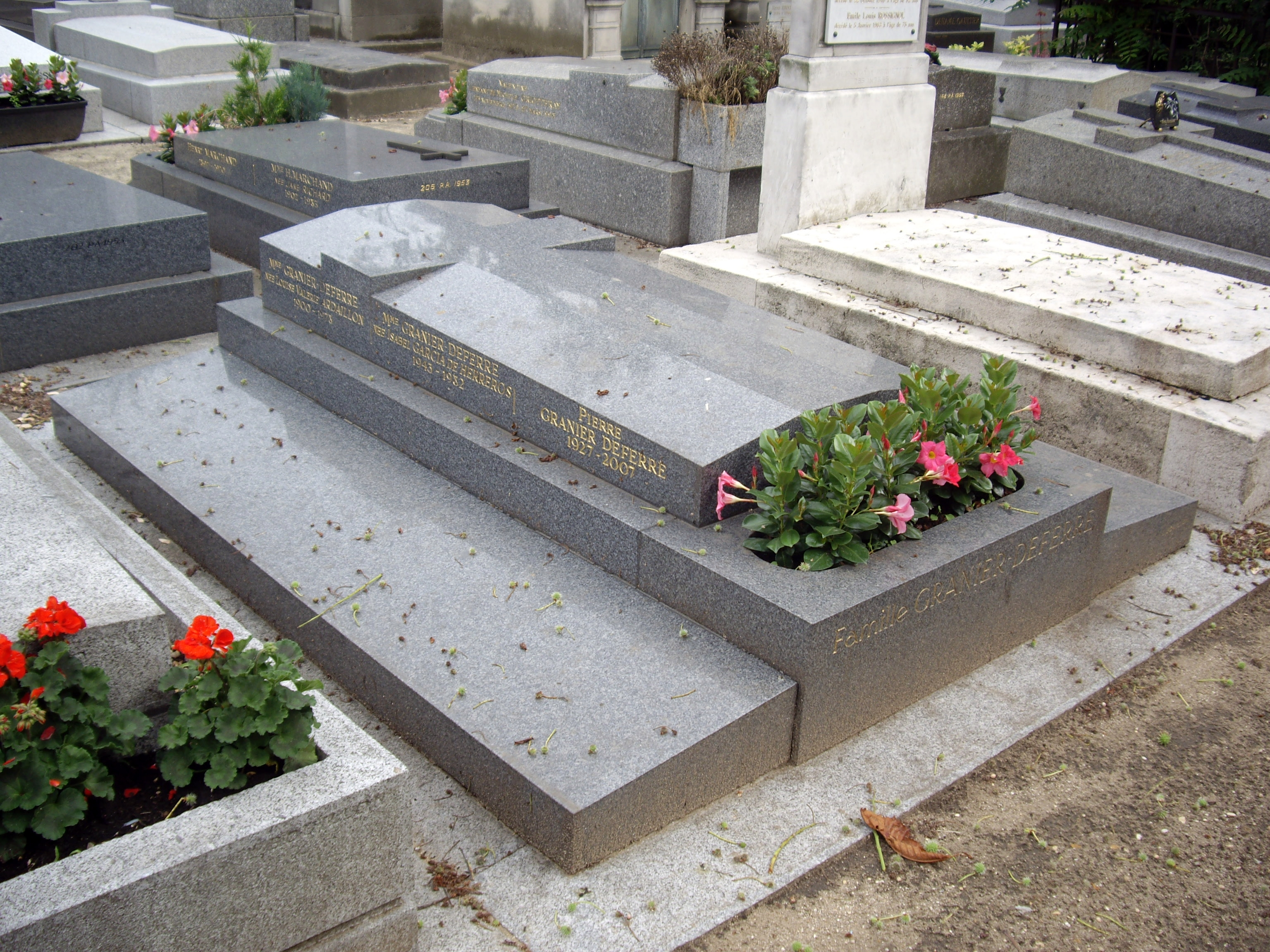
Tomba de Pierre Granier al cementiri d'Auteuil.

Pierre Granier-Deferre (París, 27 de juliol de 1927 − París, 16 de novembre de 2007) va ser un director de cinema francès. És conegut per sert un dels pocs directors a oposar-se a la Nouvelle Vague, continuant una factura tradicional de films. És el pare del director Denys Granier-Deferre i de la genet i artista de circ Valérie Fratellini.

## Biografia
Després dels seus estudis a l'Institut dels alts estudis cinematogràfics és durant un llarg temps ajudant de Marcel Camus i de Jean-Paul le Chanois. Roda la seva primera pel·lícula important, Le Petit Garçon de l'ascenseur el 1961. Fins a 2006, ha rodat més de quaranta pel·lícules i produccions televisades treballant amb actors tan coneguts com Simone Signoret, Lino Ventura, Jean Gabin, Alain Delon o Romy Schneider. Ha rodat igualment per a la televisió diversos episodis de Maigret amb Bruno Cremer.
Entre les seves pel·lícules més conegudes, es pot citar el drama Le Chat  (1971) de Georges Simenon amb Jean Gabin i Simone Signoret als papers principals o la pel·lícula policíaca Adieu poulet  (1975) amb Lino Ventura i Patrick Dewaere. Per a la pel·lícula Une étrange affaire, en el qual un empleat (interpretat per Gérard Lanvin) rep la seducció subtil del seu patró (Michel Piccoli) i sucumbeix a la pèrdua d'identitat, Granier-Deferre ha rebut el Premi Louis-Delluc. Per a la pel·lícula L'Étoile du Nord, ha estat candidat al César a la millor adaptació.
De 1967 a 1974, va estar casat amb l'actriu britànica Susan Hampshire. La seva anterior esposa era l'artista de circ i actriu Annie Fratellini. Pierre Granier-Deferre tenia cinc fills i ha estat avi cinc vegades.
Pierre Granier-Deferre va morir després d'una hospitalització de diverses setmanes el novembre de 2007 als 80 anys. Va ser inhumat al cementiri del Barri d'Auteuil a París.

## Filmografia[2]

### Director i guionista

#### Cinema
Pierre Granier-Deferre és guionista de totes les seves direccions excepte indicació.
- 1961: Le Petit Garçon de l'ascenseur
- 1962: Les Aventures de Salavin (subtitulada Confession de minuit) adaptació del cIcle Vie et aventures de Salavin de Georges Duhamel (1920-1932)
- 1965: La Métamorphose des cloportes, guió Albert Simonin i Michel Audiard adaptació de la novel·la d'Alphonse Boudard
- 1965: Paris au mois d'août
- 1965: Història s d'homes TV
- 1967: Le Grand Dadais
- 1970: La Horse
- 1971: Le Chat
- 1971: La Veuve Couderc
- 1973: Le Fils
- 1973: Le Train
- 1974: La Race des seigneurs
- 1975: La Cage
- 1975: Adieu poulet, guió de Francis Veber
- 1976: Une femme à sa fenêtre
- 1979: Le Toubib
- 1981: Une étrange affaire
- 1982: L'Étoile du Nord
- 1983: L'Ami de Vincent
- 1985: L'Homme aux yeux d'argent
- 1986: Cours privé
- 1987: Noyade interdite
- 1988: La Couleur du vent
- 1990: L'Autrichienne
- 1992: La Voix
- 1993: Archipel
- 1995: El nen (Le Petit Garçon)

#### Televisió
- 1964: Un amour de guerre
- 1995: Episodis de Maigret, Episodi 17: Maigret et la Vente a la bougie
- 1996: La dernière fête
- 1997: Episodis de Maigret, Episodi 25: Maigret et l'Enfant de chœur
- 2001: Episodis de Maigret, Episodi 36: Maigret et la Fenêtre ouverte

### Guionista
- 1999: Madame Quatre et ses enfants (TV)
- Meurtre a un jardin potager (TV)
- Un meurtre de première classe (TV)
- 2000: Maigret voit double (TV)
- Maigret chez les riches (TV)
- 2002: Maigret et el marchand de vin (TV)
- Maigret chez el ministre (TV)
- Maigret et el fou de Sainte-Clotilde (TV)
- 2003: Signé Picpus (TV)
- 2004: Les Scrupules de Maigret (TV)

### Ajudant
- 1950: Le Roi des camelots d'André Berthomieu
- 1950: ...Sans laisser d'adresse de Jean-Paul le Chanois
- 1951: La nuit est mon royaume de Georges Lacombe
- 1953: Le Portrait de son père d'André Berthomieu
- 1954 - L'Air de Paris de Marcel Carné
- 1955 - Village magique de Jean-Paul el Chanois
- 1956: Crims et Châtiment, de Georges Lampin
- 1957 - À pied, a cheval et en voiture de Maurice Delbez
- 1958 - En légitime defense d'André Berthomieu
- 1958 - Les Grandes Familles de Denys de La Patellière
- 1959 - Rue des prairies de Denys de La Patellière
- 1960 - Un taxi pour Tobrouk de Denys de La Patellière
- 1960: Une gueule comme la mienne de Frédéric Dard (conseller tècnic)

## Premis i nominacions

### Premis
- 1983: César a la millor adaptació per L'étoile du Nord

### Nominacions
- 1971: Os d'Or per Le chat
- 1982: Os d'Or per Une étrange affaire
- 1982: César al millor director per Une étrange affaire
- 1982: César al millor guió original o adaptació per Une étrange affaire